# Bildstock (Eching am Ammersee)

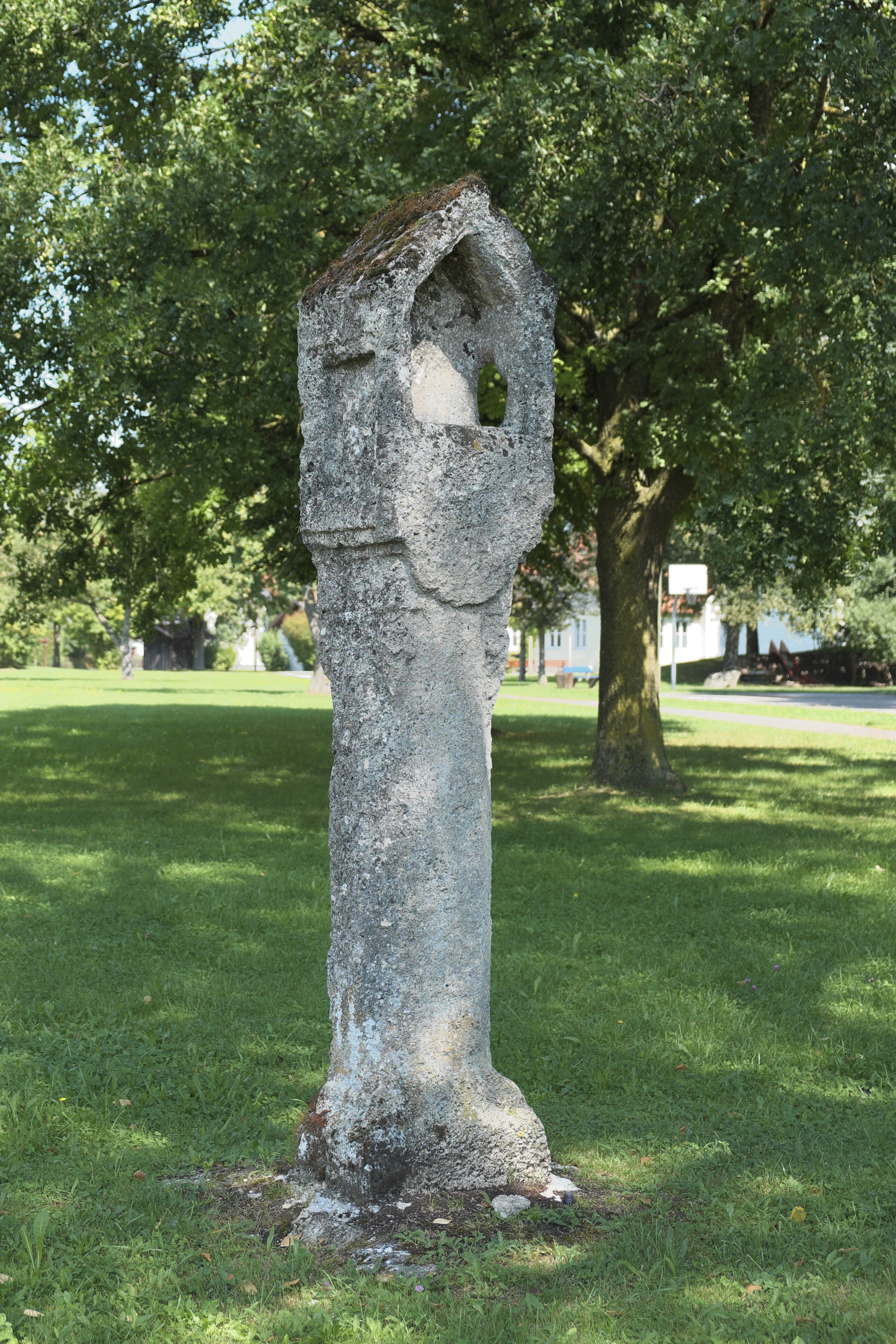
Bildstock in Eching am Ammersee

Der Bildstock (auch als Seuchensäule bezeichnet) in Eching am Ammersee, einer Gemeinde im oberbayerischen Landkreis Landsberg am Lech, ist etwa zwei Meter hoch und besteht aus Tuffstein. Der denkmalgeschützte Bildstock wurde vermutlich im Jahr 1548 am südlichen Rand des Dorfangers aufgestellt. 
Auf einer Säule aufgesetzt ist eine steinerne Laterne. Darin befand sich ursprünglich eine Skulptur des gekreuzigten Jesus. Über die Jahrhunderte hinweg war der Stein starker Verwitterung ausgesetzt. Die Jesusfigur fehlt heute.
Unmittelbar neben der Säule wurde 1650 die Kapelle St. Sebastian errichtet.